# Encants (metrostation)
Encants is een metrostation tussen de districten Eixample en Sant Martí in Barcelona.
Dit station wordt aangedaan door Lijn 2 van de metro van Barcelona en ligt onder de straat carrer de valència. Dit station is geopend in 1997 tijdens de uitbreiding naar La Pau.